# 维通维尔
维通维尔（法語：Vittonville，法語發音：[vitɔ̃vil]）是法国默尔特-摩泽尔省的一个市镇，属于南锡区。

## 地理
维通维尔（48°57'57"N, 6°3'28"E）面积4.03 平方千米，位于法国大東部大區默尔特-摩泽尔省，该省份为法国东北部内陆省份，是洛林的一部分，北邻比利时、卢森堡，北起顺时针与摩泽尔省、下莱茵省、孚日省和默兹省接壤。
与维通维尔接壤的市镇（或旧市镇、城区）包括：阿里、洛里-马尔迪尼、摩泽尔河畔尚佩、摩泽尔河畔帕尼、旺迪耶尔。

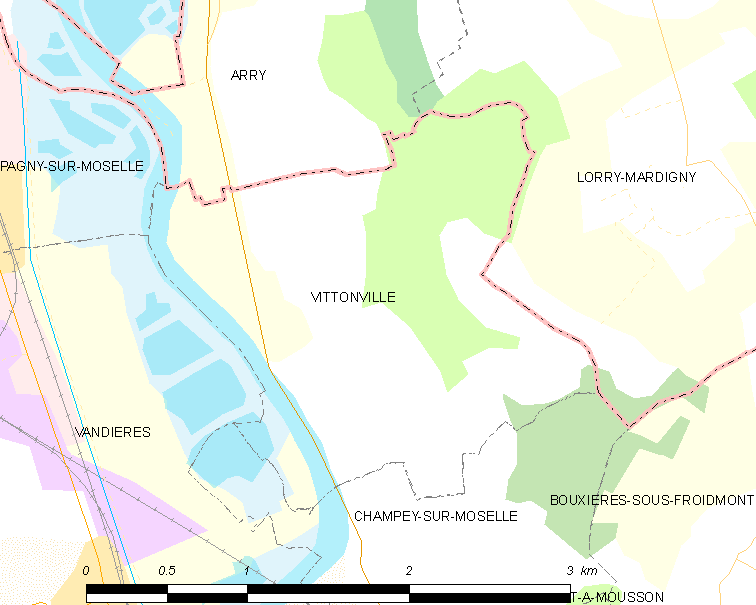
维通维尔的OSM定位图

维通维尔的时区为UTC+01:00、UTC+02:00（夏令时）。

## 行政
维通维尔的邮政编码为54700，INSEE市镇编码为54589。

## 政治
维通维尔所属的省级选区为蓬塔穆松县。

## 人口

1962-2008年间维通维尔人口变化图示

维通维尔于2022年1月1日时的人口数量为126人。